# Bűnszervezetben részvétel
A bűnszervezetben részvétel a közbiztonság elleni bűncselekmények csoportjába tartozik.

## Magyar szabályozás
Btk. 321. § 
- (1) Aki bűncselekmény bűnszervezetben történő elkövetésére felhív, ajánlkozik, vállalkozik, a közös elkövetésben megállapodik, vagy az elkövetés elősegítése céljából az ehhez szükséges vagy ezt könnyítő feltételeket biztosítja, illetve a bűnszervezet tevékenységét egyéb módon támogatja, bűntett miatt egy évtől öt évig terjedő szabadságvesztéssel büntetendő.
- (2) Bűnszervezetben részvétel miatt nem büntethető, aki a cselekményt, mielőtt az a hatóság tudomására jutott volna, a hatóságnak bejelenti, és az elkövetés körülményeit feltárja.

### Bűnszervezet
A bűnszervezet fogalmát a Btk. 459. § (1) 1. pontja határozza meg: legalább három személyből álló, hosszabb időre szervezett, konspiratívan működő csoport, amelynek célja ötévi vagy ezt meghaladó szabadságvesztéssel büntetendő szándékos bűncselekmények elkövetése. A bűnszervezetben történő elkövetés általános minősítő körülmény, fennállása esetén a bűncselekmény büntetési tételének felső határa kétszeresére emelkedik, de 25 évet nem haladhatja meg.

### Elkövetési magatartás
A bűncselekmény elkövetési magatartásai a bűnszervezetben történő elkövetésre irányuló felhívás, ajánlkozás, vállalkozás, közös elkövetésben megállapodás, elkövetés elősegítése céljából a szükséges vagy azt könnyítő feltételek biztosítása, bűnszervezet egyéb módon való támogatása.

### A bűncselekmény alanya
A bűncselekmény alanya bűnszervezeten kívül álló személy lehet. Amennyiben a bűnszervezetben történő elkövetésre felhívás eredményeként a bűnszervezet tagjai elkövetik az öt évi szabadságvesztésnél súlyosabban büntetendő szándékos bűncselekményt, akkor a felhívó személy az elkövetett szándékos bűncselekmény felbujtója lesz. Ha a felhívó maga is bekapcsolódik a bűnszervezet tevékenységébe, és a cselekmény legalább kísérleti szakba jut, akkor társtettesként büntethető.

### Büntethetőséget megszüntető ok
A törvény támogatja azt, hogy a bűnszervezetekre fény derüljön, a bűncselekményeik meghiúsuljanak, ezért nem büntethető az, aki a cselekményt - mielőtt az a hatóság tudomására jutna - a hatóságnak bejelenti és az elkövetés körülményeit (közreműködő személyek, kapcsolatok) feltárja.